# Staré Jesenčany
Staré Jesenčany (dříve Staré Jesničany, německy Jesnitschan) jsou obec v okrese Pardubice v Pardubickém kraji. Leží zhruba čtyři kilometry od krajského města Pardubice. Žije zde 420 obyvatel. Obcí protéká Jesenčanský potok, který se vlévá do řeky Labe.
V obci je vlaková stanice na trase Pardubice – Chrudim a obec má rovněž autobusové spojení. Mezi obcí Staré Jesenčany a městem Pardubice se nachází cyklostezka pro cyklisty a in-line bruslaře.

## Historie
První písemná zmínka o obci pochází z roku 1384. V letech 2007–2015 byla obec rozšířena v severozápadní části výstavbou rodinných domů.

## Obyvatelstvo
| Rok            | 1869 | 1880 | 1890 | 1900 | 1910 | 1921 | 1930 | 1950 | 1961 | 1970 | 1980 | 1991 | 2001 | 2011 | 2021 |
| -------------- | ---- | ---- | ---- | ---- | ---- | ---- | ---- | ---- | ---- | ---- | ---- | ---- | ---- | ---- | ---- |
| Počet obyvatel | 297  | 353  | 423  | 366  | 343  | 376  | 387  | 284  | 316  | 292  | 303  | 252  | 240  | 346  | 477  |
| Počet domů     | 32   | 34   | 33   | 35   | 35   | 36   | 54   | 66   | 65   | 63   | 68   | 74   | 75   | 109  | 158  |

## Obecní správa
Roku 1920 došlo k oddělení od obce Nové Jesenčany.

### Obecní symboly
Znak a vlajka byly obci uděleny rozhodnutím předsedy Poslanecké sněmovny Parlamentu České republiky dne 24. listopadu 2014.

## Pamětihodnosti
- Zvonička z konce 19. století na návsi
- Památník padlým ve světových válkách v blízkosti obecního úřadu